# Le Mesnil-Guillaume
Pour les articles homonymes, voir Mesnil.
Le Mesnil-Guillaume est une commune française, située dans le département du Calvados en région Normandie, peuplée de 558 habitants (les Guillaumois).

## Géographie
Le Mesnil-Guillaume est une commune du pays d'Auge située à six kilomètres de Lisieux, sur l'Orbiquet. Couvrant 385 hectares, son territoire est le moins étendu du canton de Lisieux-3.
| Glos                | Glos                    | Courtonne-la-Meurdrac   |
| Glos                | du Mesnil-Guillaume     | Saint-Denis-de-Mailloc  |
| Saint-Jean-de-Livet | Saint-Martin-de-Mailloc | Saint-Martin-de-Mailloc |

### Hydrographie
La commune est située dans le bassin Seine-Normandie. Elle est drainée par l'Orbiquet, le cours d'eau 01 de la Cour Lenormand, un bras de l'Orbiquet, le ruisseau de la Boutillerie, le fossé 01 de la commune du Mesnil-Guillaume et un autre petit cours d'eau,.
L'Orbiquet, d'une longueur de 30 km, prend sa source dans la commune de La Folletière-Abenon et se jette  dans la Touques à Lisieux, après avoir traversé onze communes. Les caractéristiques hydrologiques de l'Orbiquet sont données par la station hydrologique située sur la commune de Beuvillers. Le débit moyen mensuel est de 2,76 m3/s. Le débit moyen journalier maximum est de 21,2 m3/s, atteint lors de la crue du 11 janvier 1993. Le débit instantané maximal est quant à lui de 35,5 m3/s, atteint le 5 décembre 1988.

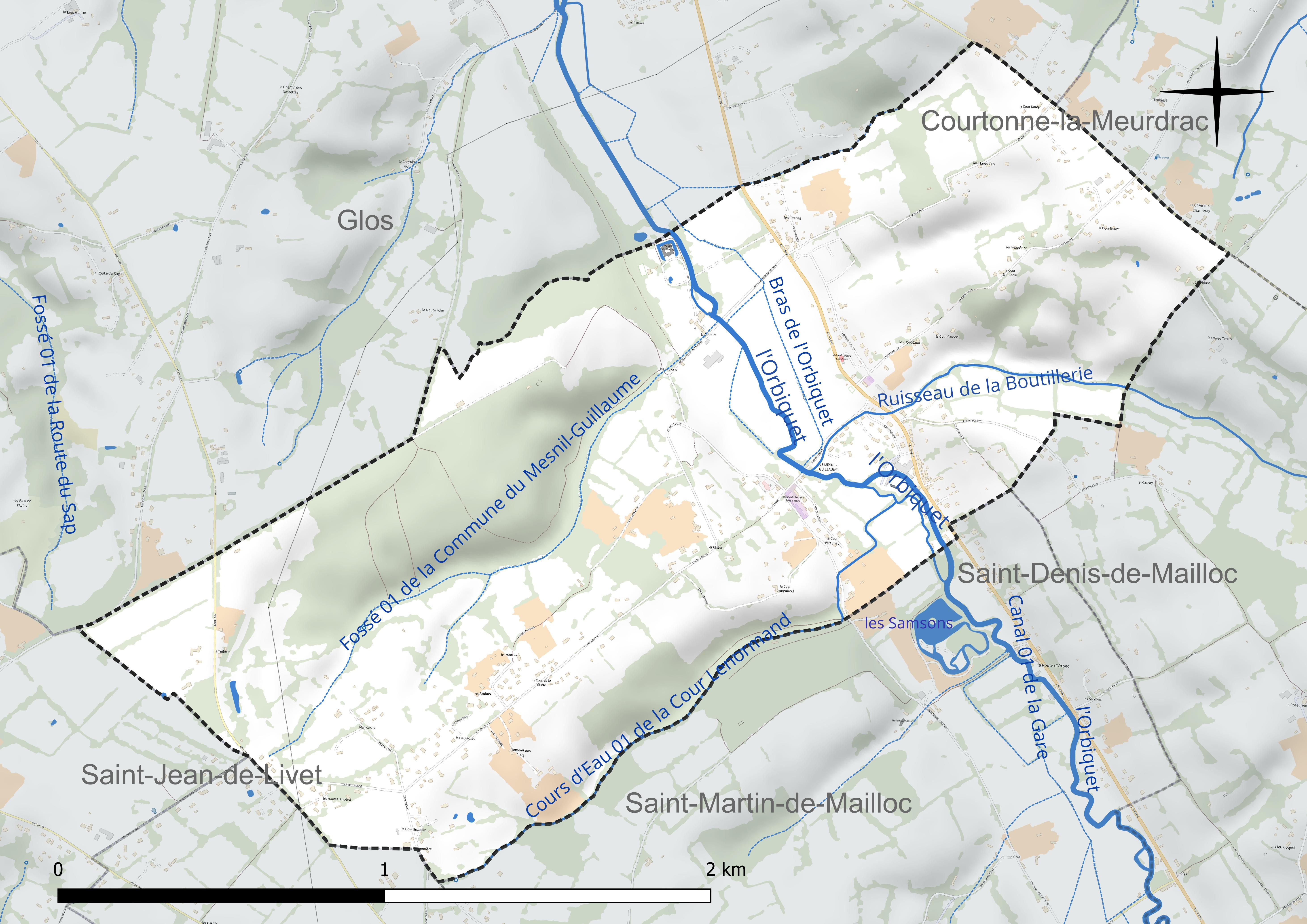
Réseau hydrographique du Mesnil-Guillaume.

### Climat
Pour des articles plus généraux, voir Climat de la Normandie et Climat du Calvados.
En 2010, le climat de la commune est de type climat océanique altéré, selon une étude du CNRS s'appuyant sur une série de données couvrant la période 1971-2000. En 2020, Météo-France publie une typologie des climats de la France métropolitaine dans laquelle la commune est exposée à un climat océanique et est dans une zone de transition entre les régions climatiques « Côtes de la Manche orientale » et « Normandie (Cotentin, Orne) ». Parallèlement le GIEC normand, un groupe régional d'experts sur le climat, différencie quant à lui, dans une étude de 2020, trois grands types de climats pour la région Normandie, nuancés à une échelle plus fine par les facteurs géographiques locaux. La commune est, selon ce zonage, exposée à un « climat contrasté des collines », correspondant au Pays d'Auge, Lieuvin et Roumois, moins directement soumis aux flux océaniques et connaissant toutefois des précipitations assez marquées en raison des reliefs collinaires qui favorisent leur formation.
Pour la période 1971-2000, la température annuelle moyenne est de 10,7 °C, avec  une amplitude thermique annuelle de 13,2 °C. Le cumul annuel moyen de précipitations est de 843 mm, avec 12,7 jours de précipitations en janvier et 8,2 jours en juillet. Pour la période 1991-2020, la température moyenne annuelle observée sur la station météorologique la plus proche, située sur la commune de Lisieux à 6 km à vol d'oiseau, est de 11,7 °C et le cumul annuel moyen de précipitations est de 881,4 mm,. Pour l'avenir, les paramètres climatiques de la commune estimés pour 2050 selon différents scénarios d'émission de gaz à effet de serre sont consultables sur un site dédié publié par Météo-France en novembre 2022.

## Urbanisme

### Typologie
Au 1er janvier 2024, Le Mesnil-Guillaume est catégorisée commune rurale à habitat dispersé, selon la nouvelle grille communale de densité à 7 niveaux définie par l'Insee en 2022.
Elle appartient à l'unité urbaine de Lisieux, une agglomération intra-départementale dont elle est une commune de la banlieue,. Par ailleurs la commune fait partie de l'aire d'attraction de Lisieux, dont elle est une commune de la couronne,. Cette aire, qui regroupe 57 communes, est catégorisée dans les aires de 50 000 à moins de 200 000 habitants,.

### Occupation des sols
L'occupation des sols de la commune, telle qu'elle ressort de la base de données européenne d'occupation biophysique des sols Corine Land Cover (CLC), est marquée par l'importance des territoires agricoles (82,5 % en 2018), en diminution par rapport à 1990 (88,6 %). La répartition détaillée en 2018 est la suivante : prairies (76,7 %), forêts (11,4 %), zones urbanisées (6,1 %), zones agricoles hétérogènes (5,8 %). L'évolution de l'occupation des sols de la commune et de ses infrastructures peut être observée sur les différentes représentations cartographiques du territoire : la carte de Cassini (XVIIIe siècle), la carte d'état-major (1820-1866) et les cartes ou photos aériennes de l'IGN pour la période actuelle (1950 à aujourd'hui).

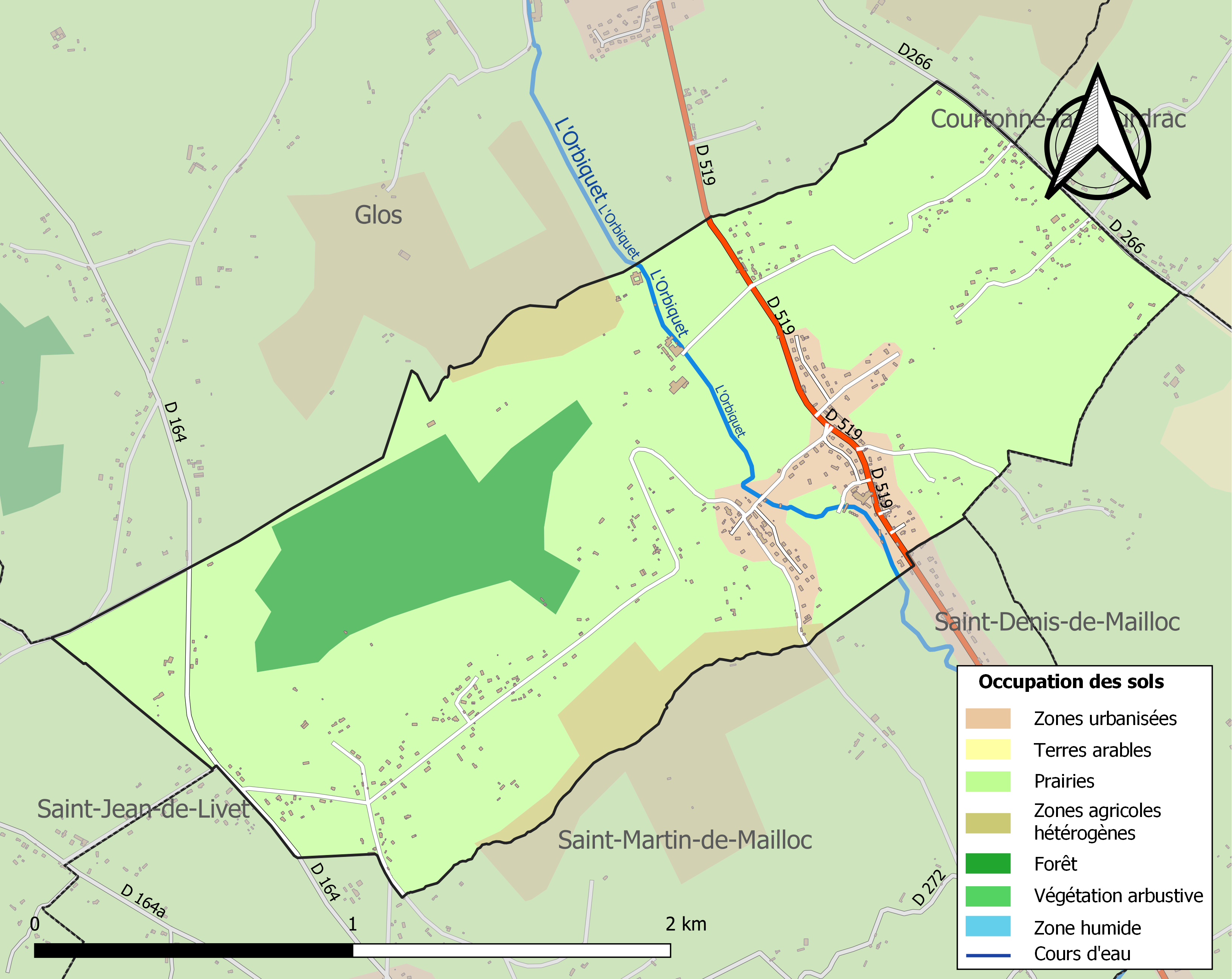
Carte des infrastructures et de l'occupation des sols de la commune en 2018 (CLC).

## Toponymie
Le nom de la localité est attesté sous les formes Mansum Willelmi en 1198 ; Mesnil Willelmi en 1208 ; Mansus Guillelmi au XIIIe siècle ; Mesnillum Willelmi en 1250 ; Mesnillum Guillelmi au XIVe siècle.
L'ancien français mesnil, « domaine rural », est à l'origine de nombreux toponymes, notamment en Normandie.
Les Mesnil sont souvent différenciés par un anthroponyme, généralement le seigneur du lieu.

## Politique et administration
| Période                                  | Période   | Identité                        | Étiquette | Qualité |
| ---------------------------------------- | --------- | ------------------------------- | --------- | --- |
| 1983                                     | 1989      | Charles Leclerc de Hauteclocque |           | Président d'honneur du syndicat des forestiers privés du Calvados et de la Manche Châtelain du Mesnil-Guillaume Fils du maréchal Leclerc |
|                                          | mars 1990 | Jean Sidaner                    |           | |
| mars 1990                                | mars 2001 | Jacky Baron                     |           | |
| mars 2001                                | 2003      | Corinne Blain                   |           | |
| 2003                                     | En cours  | Alain Mignot                    | SE        | Agent de maîtrise |
| Les données manquantes sont à compléter. |           |                                 |           | |

Le conseil municipal est composé de quinze membres dont le maire et deux adjoints.

## Démographie
L'évolution du nombre d'habitants est connue à travers les recensements de la population effectués dans la commune depuis 1793. Pour les communes de moins de 10 000 habitants, une enquête de recensement portant sur toute la population est réalisée tous les cinq ans, les populations de référence des années intermédiaires étant quant à elles estimées par interpolation ou extrapolation. Pour la commune, le premier recensement exhaustif entrant dans le cadre du nouveau dispositif a été réalisé en 2006.
En 2022, la commune comptait 558 habitants, en évolution de −8,07 % par rapport à 2016 (Calvados : +1,58 %, France hors Mayotte : +2,11 %).
Le Mesnil-Guillaume avait compté jusqu'à 473 habitants en 1836, puis la population était redescendu à 228 (1931). Le précédent maximum fut dépassé en 1990 (513 habitants).
| 1793 | 1800 | 1806 | 1821 | 1831 | 1836 | 1841 | 1846 | 1851 |
| ---- | ---- | ---- | ---- | ---- | ---- | ---- | ---- | ---- |
| 368  | 306  | 398  | 408  | 436  | 473  | 388  | 426  | 463  |

| 1856 | 1861 | 1866 | 1872 | 1876 | 1881 | 1886 | 1891 | 1896 |
| ---- | ---- | ---- | ---- | ---- | ---- | ---- | ---- | ---- |
| 421  | 454  | 384  | 418  | 386  | 294  | 286  | 238  | 267  |

| 1901 | 1906 | 1911 | 1921 | 1926 | 1931 | 1936 | 1946 | 1954 |
| ---- | ---- | ---- | ---- | ---- | ---- | ---- | ---- | ---- |
| 254  | 269  | 285  | 272  | 287  | 228  | 245  | 266  | 304  |

| 1962 | 1968 | 1975 | 1982 | 1990 | 1999 | 2006 | 2011 | 2016 |
| ---- | ---- | ---- | ---- | ---- | ---- | ---- | ---- | ---- |
| 308  | 297  | 384  | 470  | 513  | 496  | 518  | 607  | 607  |

| 2021 | 2022 | - | - | - | - | - | - | - |
| ---- | ---- | - | - | - | - | - | - | - |
| 574  | 558  | - | - | - | - | - | - | - |

## Lieux et monuments
- Église de l'Assomption aux origines médiévales, très remaniée depuis.
- Château du XVIe siècle, inscrit aux monuments historiques[34].
- La mairie.
- La bibliothèque Le Sablier.

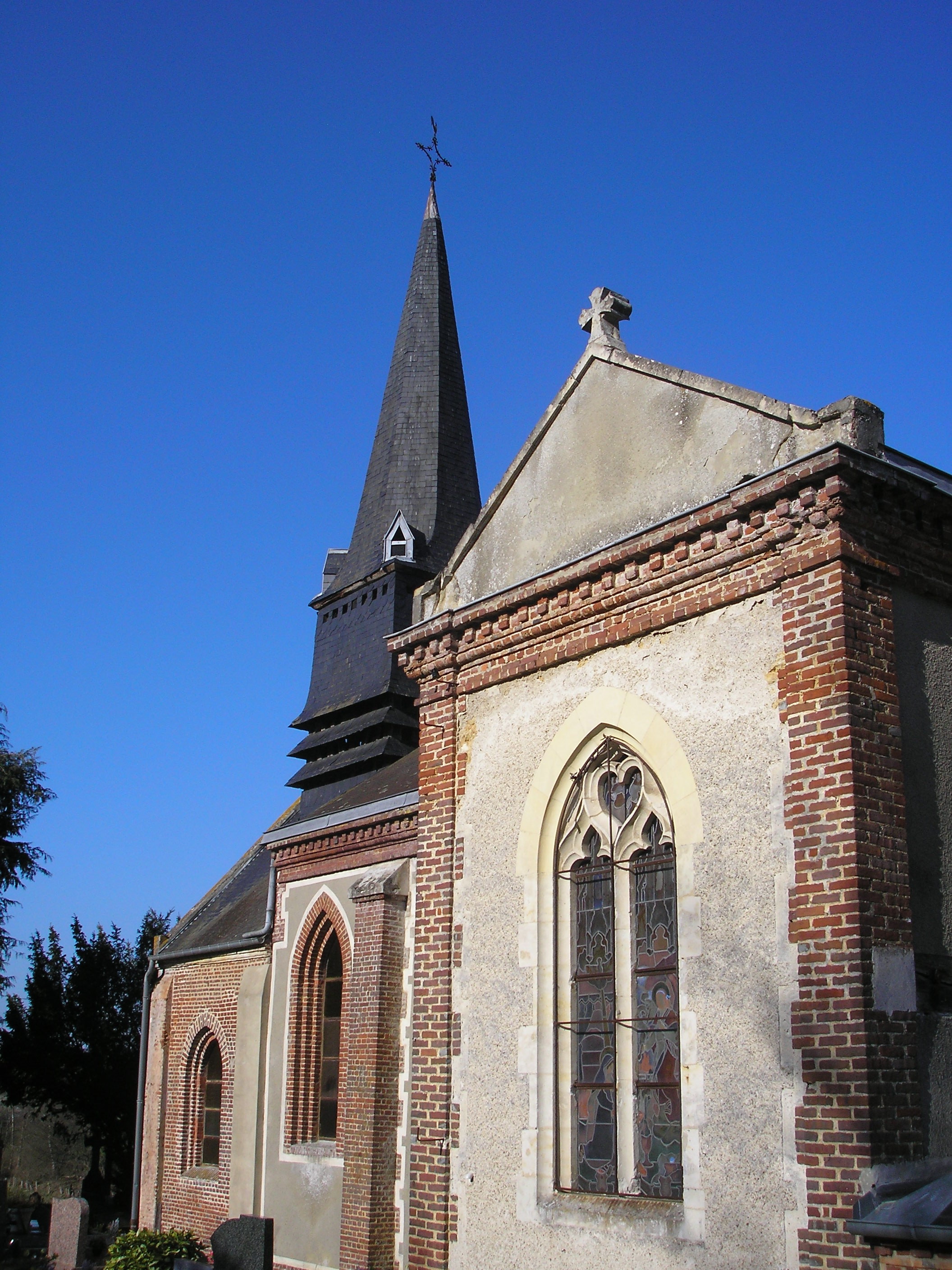
L'église de l'Assomption.
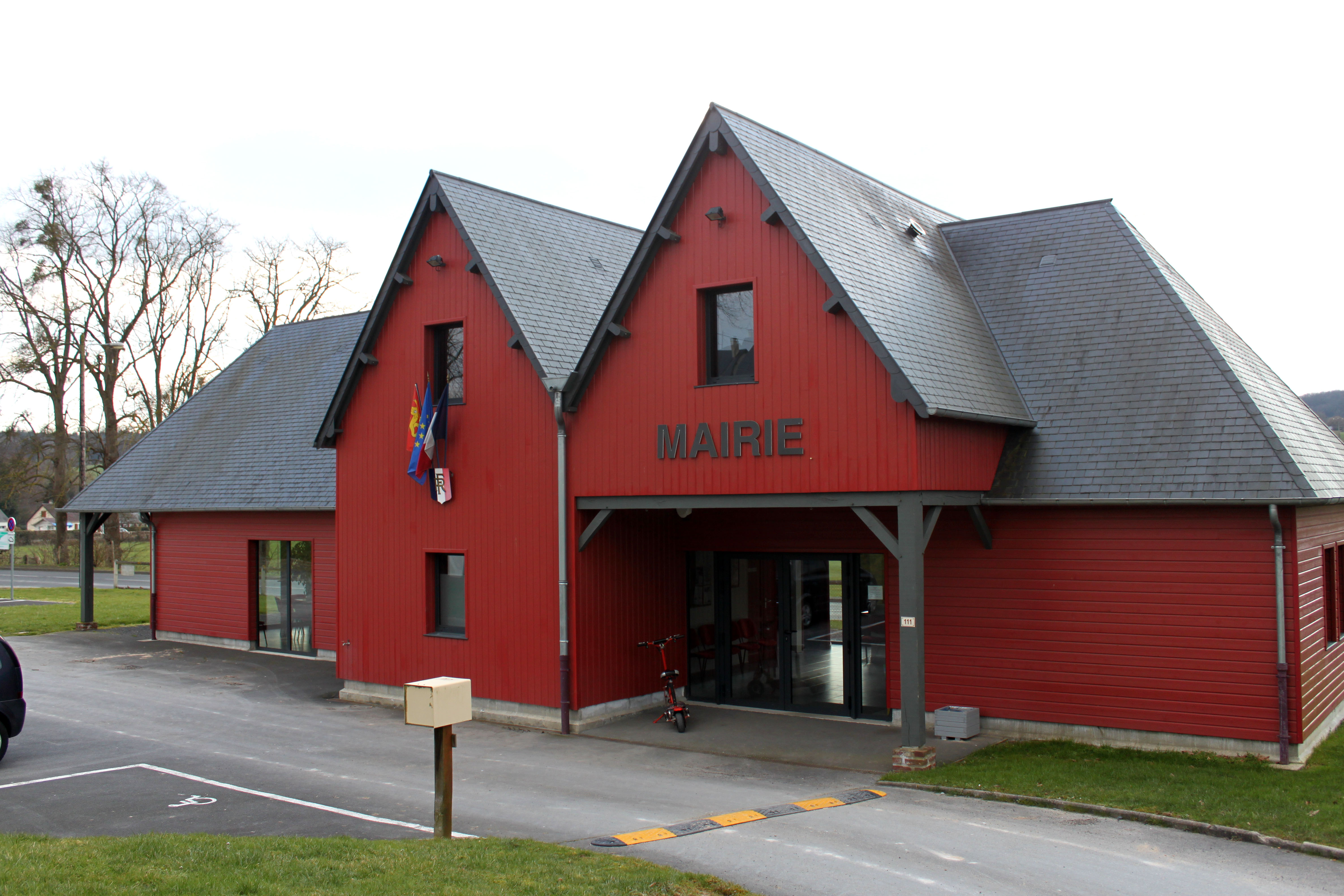
La mairie.
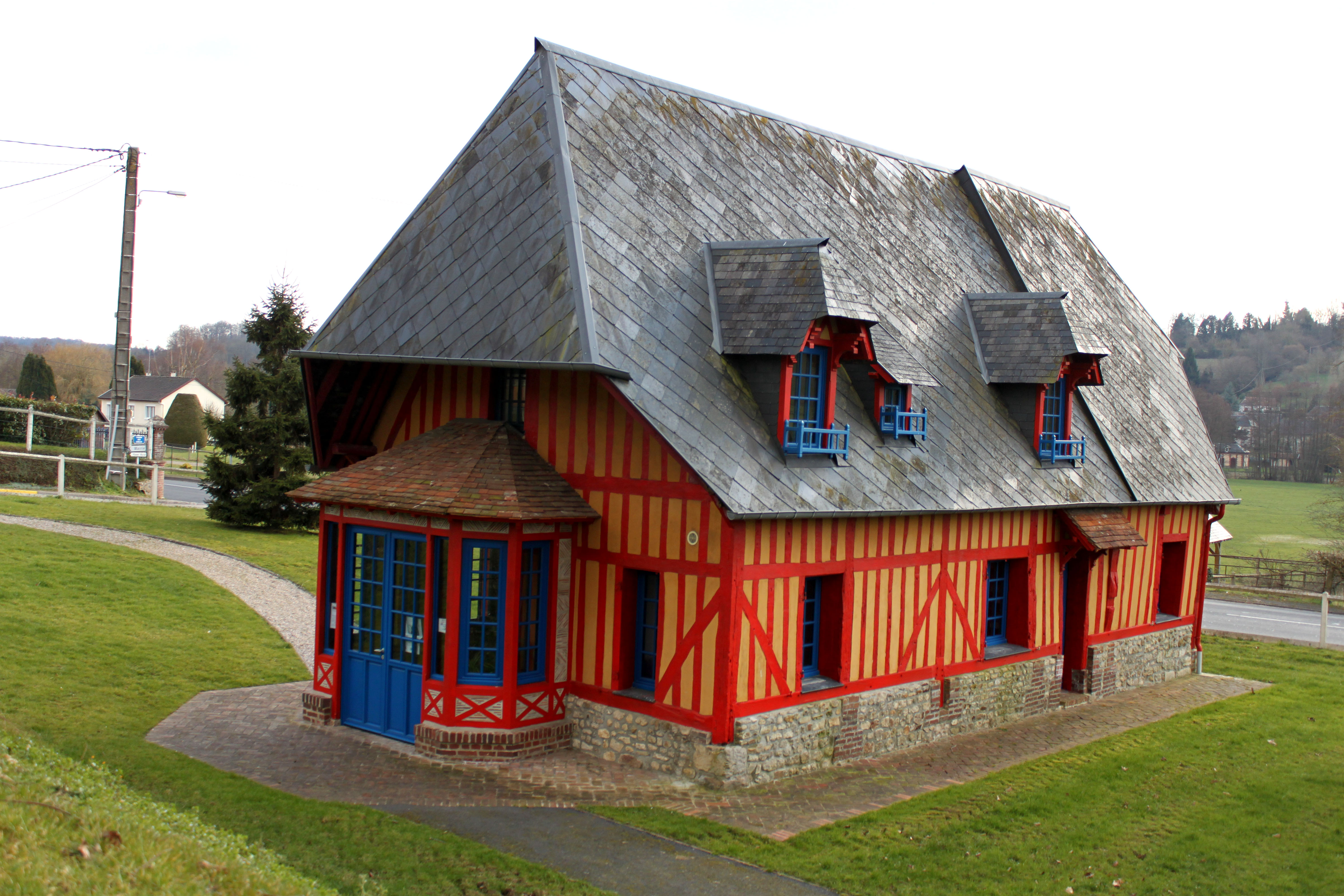
La bibliothèque "Le Sablier".

## Personnalités liées à la commune
- Coco Chanel a acheté le château du Mesnil-Guillaume pour son neveu[35],[36].